# Gach Boland
Gach Boland (persiska: گچ بلند) är en ort i Iran.   Den ligger i provinsen Kohgiluyeh och Buyer Ahmad, i den centrala delen av landet, 500 km söder om huvudstaden Teheran. Gach Boland ligger 762 meter över havet och antalet invånare är 764.
Terrängen runt Gach Boland är varierad. Runt Gach Boland är det ganska glesbefolkat, med 47 invånare per kvadratkilometer. Närmaste större samhälle är Līkak, 6,4 km söder om Gach Boland. Omgivningarna runt Gach Boland är i huvudsak ett öppet busklandskap.